# Erika Liriano
Erika Liriano   (Nova York, 2000) és una empresària del cacau de la República Dominicana.
Va néixer a New York City en una família d'agricultors de la República Dominicana i es va formar en arts escèniques a la Fame School de Manhattan. Professionalment, s'especialitzà en la gestió i el comerç. Fou gerent de Human Ventures, on va dissenyar un sistema circular pel flux de transaccions que va aconseguir resultats positius. El 2022 dirigia l'empresa d'exportació de cacau Inaru Cacao, que va fundar juntament amb la seva germana Janett abans de la pandèmia de la Covid-19 amb l'objectiu de fer més justa la distribució de la riquesa que genera el cacau entre totes les persones que intervenen a la cadena de producció i distribució. Aquesta empresa va aconseguir 1,5 milions de dòlars de finançament el 2022. L'empresa ha donat certificació ecològica a 300 agricultors i ha aconseguit contractes exclusius per a 500 tones de cacau.
Forma part de la llista de les 100 dones més inspiradores del 2022 segons la BBC.